# Дельта-код Элиаса
Дельта-код Элиаса  — это универсальный код для кодирования положительных целых чисел, разработанный Питером Элиасом.

## Кодирование
Алгоритм кодирования числа N:
1. Сосчитать {\displaystyle L} — количество значащих битов в двоичном представлении числа {\displaystyle N}.
2. Сосчитать {\displaystyle M} — количество значащих битов в двоичном представлении числа {\displaystyle L}.
3. Записать {\displaystyle M-1} нулей и одну единицу.
4. Дописать {\displaystyle L_{2}} — {\displaystyle M-1} младших битов двоичного представления числа {\displaystyle L} без старшей единицы ({\displaystyle 2^{M-1}}).
5. Дописать {\displaystyle N_{2}} — {\displaystyle L-1} младших битов двоичного представления числа {\displaystyle N} без старшей единицы ({\displaystyle 2^{L-1}}).

Иначе этот алгоритм можно описать так:
1. Сосчитать {\displaystyle L} — количество значащих битов в двоичном представлении числа {\displaystyle N}.
2. Закодировать {\displaystyle L} с помощью гамма-кода Элиаса (γ(L)).
3. Дописать двоичное представление числа {\displaystyle N} без старшей единицы.

То есть и в дельта-, и в гамма-коде Элиаса число кодируется в виде экспоненты {\displaystyle L} (разрядности числа — количества значащих битов) и мантиссы {\displaystyle N_{2}} (собственно значащих битов), но в гамма-коде экспонента записывается в унарном виде, а в дельта-коде к ней ещё раз применяется гамма-кодирование.
Пример кодирования числа 10:
1. В двоичном представлении числа {\displaystyle N=10=1010_{2}} 4 значащих бита ({\displaystyle L=4}).
2. В двоичном представлении числа {\displaystyle L=4=100_{2}} 3 значащих бита ({\displaystyle M=3}).
3. Записываем {\displaystyle M-1=2} нуля и одну единицу → 001.
4. Дописывем биты числа {\displaystyle L} без старшей единицы → 00.
5. Дописывем биты числа {\displaystyle N} без старшей единицы → 010.
6. Результат — 00100010.

Результаты кодирования первых 17 чисел (для сравнения показан также гамма-код):
| N  | N                         | L | L                       | M | Дельта-код | Дельта-код            | Длина, бит | Предполагаемая вероятность | Гамма-код         | Гамма-код             | Длина, бит |
| N  | N                         | L | L                       | M | γ(L)       | {\displaystyle N_{2}} | Длина, бит | Предполагаемая вероятность | {\displaystyle L} | {\displaystyle N_{2}} | Длина, бит |
| -- | ------------------------- | - | ----------------------- | - | ---------- | --------------------- | ---------- | -------------------------- | ----------------- | --------------------- | ---------- |
| 1  | {\displaystyle 1_{2}}     | 1 | {\displaystyle 1_{2}}   | 1 | 1          |                       | 1          | 1/2                        | 1                 |                       | 1          |
| 2  | {\displaystyle 10_{2}}    | 2 | {\displaystyle 10_{2}}  | 2 | 01 0       | 0                     | 4          | 1/16                       | 01                | 0                     | 3          |
| 3  | {\displaystyle 11_{2}}    | 2 | {\displaystyle 10_{2}}  | 2 | 01 0       | 1                     | 4          | 1/16                       | 01                | 1                     | 3          |
| 4  | {\displaystyle 100_{2}}   | 3 | {\displaystyle 11_{2}}  | 2 | 01 1       | 00                    | 5          | 1/32                       | 001               | 00                    | 5          |
| 5  | {\displaystyle 101_{2}}   | 3 | {\displaystyle 11_{2}}  | 2 | 01 1       | 01                    | 5          | 1/32                       | 001               | 01                    | 5          |
| 6  | {\displaystyle 110_{2}}   | 3 | {\displaystyle 11_{2}}  | 2 | 01 1       | 10                    | 5          | 1/32                       | 001               | 10                    | 5          |
| 7  | {\displaystyle 111_{2}}   | 3 | {\displaystyle 11_{2}}  | 2 | 01 1       | 11                    | 5          | 1/32                       | 001               | 11                    | 5          |
| 8  | {\displaystyle 1000_{2}}  | 4 | {\displaystyle 100_{2}} | 3 | 001 00     | 000                   | 8          | 1/256                      | 0001              | 000                   | 7          |
| 9  | {\displaystyle 1001_{2}}  | 4 | {\displaystyle 100_{2}} | 3 | 001 00     | 001                   | 8          | 1/256                      | 0001              | 001                   | 7          |
| 10 | {\displaystyle 1010_{2}}  | 4 | {\displaystyle 100_{2}} | 3 | 001 00     | 010                   | 8          | 1/256                      | 0001              | 010                   | 7          |
| 11 | {\displaystyle 1011_{2}}  | 4 | {\displaystyle 100_{2}} | 3 | 001 00     | 011                   | 8          | 1/256                      | 0001              | 011                   | 7          |
| 12 | {\displaystyle 1100_{2}}  | 4 | {\displaystyle 100_{2}} | 3 | 001 00     | 100                   | 8          | 1/256                      | 0001              | 100                   | 7          |
| 13 | {\displaystyle 1101_{2}}  | 4 | {\displaystyle 100_{2}} | 3 | 001 00     | 101                   | 8          | 1/256                      | 0001              | 101                   | 7          |
| 14 | {\displaystyle 1110_{2}}  | 4 | {\displaystyle 100_{2}} | 3 | 001 00     | 110                   | 8          | 1/256                      | 0001              | 110                   | 7          |
| 15 | {\displaystyle 1111_{2}}  | 4 | {\displaystyle 100_{2}} | 3 | 001 00     | 111                   | 8          | 1/256                      | 0001              | 111                   | 7          |
| 16 | {\displaystyle 10000_{2}} | 5 | {\displaystyle 101_{2}} | 3 | 001 01     | 0000                  | 9          | 1/512                      | 00001             | 0000                  | 9          |
| 17 | {\displaystyle 10001_{2}} | 5 | {\displaystyle 101_{2}} | 3 | 001 01     | 0001                  | 9          | 1/512                      | 00001             | 0001                  | 9          |

С помощью дополнительной обработки исходных значений дельта-код можно использовать также для кодирования нулевых и отрицательных целых чисел (см.: Гамма-код Элиаса#Обобщение).

## Декодирование
Алгоритм декодирования числа из дельта-кода Элиаса:
1. Сосчитать {\displaystyle M} — количество нулей во входном потоке до первой единицы.
2. За единицей следуют {\displaystyle M} младших битов числа {\displaystyle L}, прочитать их и добавить к результату значение {\displaystyle 2^{M}}. Если биты {\displaystyle L} во входном потоке записаны от старших к младшим, то первую единицу после ведущей серии нулей можно читать как часть двоичного представления числа {\displaystyle L}, в этом случае добавлять {\displaystyle 2^{M}} отдельным шагом нет необходимости.
3. Следом идут {\displaystyle L-1} младших битов числа {\displaystyle N}, прочитать их и добавить к результату значение {\displaystyle 2^{L-1}}.

Пример декодирования последовательности битов 001010001:
1. Прочитать из потока 001 и определить, что в начале 2 ведущих нуля ({\displaystyle M=2}).
2. Прочитать из потока следующие {\displaystyle M=2} бита → 01; это даёт {\displaystyle L=2^{M}+01_{2}=4+1=5}.
3. Прочитать из потока следующие {\displaystyle L-1=4} бита → 0001; это даёт {\displaystyle N=2^{L-1}+0001_{2}=16+1=17}.

## Эффективность
Для чисел 2, 3, 8…15 дельта-код длиннее гамма-кода, для чисел 1, 4…7, 16…31 длина дельта-кода совпадает с длиной гамма-кода, для всех остальных чисел дельта-код короче гамма-кода. Соответственно, дельта-код тем менее выгоднее гамма-кода, чем неравномернее распределение вероятностей кодируемых чисел и чем более вероятны их значения при приближении к нулю.